# Грос Квенштет
Грос Квенштет (њем. Groß Quenstedt) општина је у њемачкој савезној држави Саксонија-Анхалт. Једно је од 20 општинских средишта округа Харц. Према процјени из 2010. у општини је живјело 1.014 становника. Посједује регионалну шифру (AGS) 15085125.

## Географски и демографски подаци
Грос Квенштет се налази у савезној држави Саксонија-Анхалт у округу Харц. Општина се налази на надморској висини од 95 метара. Површина општине износи 15,6 km². У самом мјесту је, према процјени из 2010. године, живјело 1.014 становника. Просјечна густина становништва износи 65 становника/km².